# Canton de Saint-Laurent-en-Grandvaux
Le canton de Saint-Laurent-en-Grandvaux est un canton français située dans le département du Jura et la région Bourgogne-Franche-Comté.

## Histoire
À la suite du redécoupage cantonal de 2014, les limites territoriales du canton sont remaniées. Le nombre de communes du canton passe de 15 à 73.

## Représentation

### Conseillers d'arrondissement (de 1833 à 1940)
Le canton de Saint-Laurent avait deux conseillers d'arrondissement.
| Période                                  | Période      | Identité                          | Étiquette | Qualité |
| ---------------------------------------- | ------------ | --------------------------------- | --------- | --- |
| 1833                                     | 1836         | M. Faivre                         |           | Propriétaire à Saint-Maurice                                                                                |
| 1833                                     | 1836         | Jean Séraphin Gousset (1784-1840) |           | Aubergiste à Saint-Laurent                                                                                  |
| 1836                                     | 1848         | Pierre Aimé Besson (1802-1870)    |           | Maitre de poste à Saint-Laurent                                                                             |
| 1836                                     | 1842         | M. Prost                          |           | Propriétaire aux Petites-Chiettes                                                                           |
|                                          |              |                                   |           | |
| 1880                                     | 1883 (décès) | Victor Pia                        |           | |
| 1883                                     | 1895         | M. Pia                            |           | |
| 1880                                     | 1891 (décès) | M. Millet                         |           | |
| 1892                                     | 1905 (décès) | Auguste Barbaud                   |           | Négociant, maire de Saint-Laurent                                                                           |
| 1895                                     | 1910         | Pierre Thouverey (1863-1939)      | Libéral   | Marchand de bois, industriel, maire de Fort-du-Plasne                                                       |
|                                          |              |                                   |           | |
| 1907                                     | 1925         | Laurent Épailly (1849-1926)       | PRRRS     | Greffier, percepteur, maire de La Chaux-du-Dombief                                                          |
| 1913                                     | 1917 (décès) | Léon Benoit (1874-1917)           |           | Industriel et négociant, maire de Grande-Rivière                                                            |
| 1917                                     | 1919         | siège vacant                      |           | |
| 1919                                     | 1925         | M. Thomas                         | PRRRS     | Conseiller municipal de Saint-Laurent                                                                       |
| 1925                                     | 1940         | Michel Grosjean                   | FR        | |
| 1925                                     | 1940         | Paul Roche                        | FR        | |
| 1940                                     |              |                                   |           | Les conseils d'arrondissement ont été suspendus par la loi du 12 octobre 1940 et n'ont jamais été réactivés |
| Les données manquantes sont à compléter. |              |                                   |           | |

### Conseillers généraux de 1833 à 2015
| Période | Période      | Identité                                                    | Étiquette                      | Qualité |
| ------- | ------------ | ----------------------------------------------------------- | ------------------------------ | --- |
| 1833    | 1843 (décès) | Vital Besson (1797-1843)                                    |                                | Négociant à Lons-le-Saunier |
| 1843    | 1848         | Philippe Babey                                              |                                | Avocat, propriétaire à Arinthod |
| 1848    | 1860         | François-Joseph Saillard                                    |                                | Ancien notaire à Saint-Laurent-en-Grandvaux                                                                                                 |
| 1860    | 1894 (décès) | Honoré Reverchon                                            | Républicain opportuniste       | Ancien conseiller de préfecture Maître de forges à Audincourt (Doubs) Député (1871-1873)                                                    |
| 1894    | 1910         | Charles Thévenin                                            | Républicain radical puis PRRRS | Maire de Saint-Laurent-en-Grandvaux |
| 1910    | 1922         | Pierre Thouverey                                            | Républicain libéral            | Industriel, marchand de bois Maire de Fort-du-Plasne (1897-?), conseiller d'arrondissement                                                  |
| 1922    | 1940         | Ernest Bouvet (1881-1948)                                   | RI                             | Négociant, industriel Maire de Saint-Laurent-en-Grandvaux (1925-1935)                                                                       |
|         |              |                                                             |                                | |
| 1945    | 1948 (décès) | Ernest Bouvet                                               | RGR                            | Marchand de bois, maire de Saint-Laurent-en-Grandvaux                                                                                       |
| 1949    | 1987 (décès) | Gilbert Bouvet dit Maréchal (fils du précédent) (1922-1987) | DVD puis RPR                   | Maire de Saint-Laurent-en-Grandvaux (1947-1983) Président de la fédération nationale des communes forestières Suppléant du député René Feït |
| 1987    | 1994         | Georges Michaud                                             | DVD                            | Maire de Bonlieu |
| 1994    | 2008         | Denis Bailly-Maître                                         | RPR                            | Directeur des achats Maire du Lac-des-Rouges-Truites (1990-2008)                                                                            |
| 2008    | 2015         | Esio Perati                                                 | DVG                            | Fonctionnaire Agent Office Public Habitat du Jura Vice-Président du Parc Naturel Régional du Haut-Jura, Saint-Laurent-en-Grandvaux          |

### Conseillers départementaux à partir de 2015
| Période élective | Période élective | Mandat | Mandat   | Identité         | Nuance | Nuance | Qualité                                                                           |
| ---------------- | ---------------- | ------ | -------- | ---------------- | ------ | ------ | --------------------------------------------------------------------------------- |
| 2015             | 2021             | 2015   | 2021     | Gilbert Blondeau |        | DVD    | Maire de Foncine-le-Haut (2001-2020) 8ème Vice-Président du Conseil départemental |
| 2015             | 2021             | 2015   | 2021     | Françoise Vespa  |        | DVD    | Maire de Saint-Laurent-en-Grandvaux 5ème Vice-Présidente du Conseil départemental |
| 2021             | 2028             | 2021   | en cours | Gilbert Blondeau |        | DVD    | Conseiller sortant                                                                |
| 2021             | 2028             | 2021   | en cours | Françoise Vespa  |        | DVD    | Conseillère sortante                                                              |

### Résultats détaillés

#### Élections de mars 2015
À l'issue du 1er tour des élections départementales de 2015, deux binômes sont en ballottage : Gilbert Blondeau et Françoise Vespa (Union de la Droite, 41,78 %) et Jérôme Loridon et Sylviane Mouquin (FN, 23,49 %). Le taux de participation est de 59,27 % (7 377 votants sur 12 447 inscrits) contre 56,35 % au niveau départemental et 50,17 % au niveau national.
Au second tour, Gilbert Blondeau et Françoise Vespa (Union de la Droite) sont élus avec 72,91 % des suffrages exprimés et un taux de participation de 57,35 % (4 693 voix pour 7 140 votants et 12 450 inscrits).

#### Élections de juin 2021
Le premier tour des élections départementales de 2021 est marqué par un très faible taux de participation (33,26 % au niveau national). Dans le canton de Saint-Laurent-en-Grandvaux, ce taux de participation est de 35,65 % (4 379 votants sur 12 285 inscrits) contre 35,65 % au niveau départemental. À l'issue de ce premier tour, deux binômes sont en ballottage : Gilbert Blondeau et Françoise Vespa (DVD, 61,52 %) et Pascale Negri et Esio Perati (DVG, 38,48 %).
Le second tour des élections est marqué une nouvelle fois par une abstention massive équivalente au premier tour. Les taux de participation sont de 34,36 % au niveau national, 37,47 % dans le département et 36,64 % dans le canton de Saint-Laurent-en-Grandvaux. Gilbert Blondeau et Françoise Vespa (DVD) sont élus avec 60,2 % des suffrages exprimés (2 485 voix pour 4 490 votants et 12 254 inscrits),,.

## Composition

### Composition avant 2015

Situation du canton de Saint-Laurent-en-Grandvaux dans le département du Jura avant 2015.

Avant le redécoupage cantonal de 2014, le canton de Saint-Laurent-en-Grandvaux comprenait quinze communes.
| Nom                                    | Code Insee | Codepostal | Superficie (km2) | Population (dernière pop. légale) | Densité (hab./km2) |
| -------------------------------------- | ---------- | ---------- | ---------------- | --------------------------------- | ------------------ |
| Saint-Laurent-en-Grandvaux (chef-lieu) | 39487      | 39150      | 17,57            | 1 832 (2012)                      | 104                |
| Bonlieu                                | 39063      | 39130      | 13,05            | 273 (2012)                        | 21                 |
| Chaux-des-Prés                         | 39130      | 39150      | 7,79             | 184 (2012)                        | 24                 |
| Château-des-Prés                       | 39115      | 39150      | 8,62             | 187 (2012)                        | 22                 |
| Denezières                             | 39192      | 39130      | 6,41             | 82 (2012)                         | 13                 |
| Fort-du-Plasne                         | 39232      | 39150      | 12,92            | 429 (2012)                        | 33                 |
| Grande-Rivière                         | 39258      | 39150      | 30,59            | 428 (2012)                        | 14                 |
| La Chaumusse                           | 39126      | 39150      | 10,62            | 384 (2012)                        | 36                 |
| La Chaux-du-Dombief                    | 39131      | 39150      | 21,65            | 530 (2012)                        | 24                 |
| Lac-des-Rouges-Truites                 | 39271      | 39150      | 19,69            | 381 (2012)                        | 19                 |
| Les Piards                             | 39417      | 39150      | 5,29             | 169 (2012)                        | 32                 |
| Prénovel                               | 39442      | 39150      | 8,20             | 305 (2012)                        | 37                 |
| Saint-Maurice-Crillat                  | 39493      | 39130      | 20,79            | 231 (2012)                        | 11                 |
| Saint-Pierre                           | 39494      | 39150      | 16,37            | 318 (2012)                        | 19                 |
| Saugeot                                | 39505      | 39130      | 4,49             | 48 (2012)                         | 11                 |

### Composition à partir de 2015
Lors du redécoupage de 2014, le canton de Saint-Laurent-en-Grandvaux comprenait soixante-treize communes, issues des anciens cantons de Saint-Laurent-en-Grandvaux, de Clairvaux-les-Lacs, de Nozeroy et des Planches-en-Montagne.
Le nombre de communes du canton descend à soixante-neuf à la suite des créations de trois communes nouvelles au 1er janvier 2016 :
- Chaux-des-Prés et Prénovel ont fusionné pour former Nanchez[16],
- Esserval-Combe et Molpré ont fusionné avec Mièges[17],
- Communailles-en-Montagne a fusionné avec Mignovillard[18].

À la suite du décret du 5 mars 2020, la commune de Nanchez est entièrement rattachée au canton de Saint-Claude. Le canton comprend 66 communes.
| Nom                                                | Code Insee | Intercommunalité               | Superficie (km2) | Population (dernière pop. légale) | Densité (hab./km2) | Modifier                                    |
| -------------------------------------------------- | ---------- | ------------------------------ | ---------------- | --------------------------------- | ------------------ | ------------------------------------------- |
| Saint-Laurent-en-Grandvaux (bureau centralisateur) | 39487      | CC la Grandvallière            | 17,57            | 1 818 (2022)                      | 103                | modifier les données · modifier les données |
| Arsure-Arsurette                                   | 39020      | CC Champagnole Nozeroy Jura    | 12,56            | 100 (2022)                        | 8,0                | modifier les données · modifier les données |
| Barésia-sur-l'Ain                                  | 39038      | CC Terre d'Émeraude Communauté | 9,39             | 154 (2022)                        | 16                 | modifier les données · modifier les données |
| Bief-des-Maisons                                   | 39052      | CC Champagnole Nozeroy Jura    | 5,79             | 74 (2022)                         | 13                 | modifier les données · modifier les données |
| Bief-du-Fourg                                      | 39053      | CC Champagnole Nozeroy Jura    | 10,20            | 217 (2022)                        | 21                 | modifier les données · modifier les données |
| Billecul                                           | 39055      | CC Champagnole Nozeroy Jura    | 4,41             | 56 (2022)                         | 13                 | modifier les données · modifier les données |
| Boissia                                            | 39061      | CC Terre d'Émeraude Communauté | 5,67             | 114 (2022)                        | 20                 | modifier les données · modifier les données |
| Bonlieu                                            | 39063      | CC Terre d'Émeraude Communauté | 13,05            | 218 (2022)                        | 17                 | modifier les données · modifier les données |
| Censeau                                            | 39083      | CC Champagnole Nozeroy Jura    | 9,86             | 332 (2022)                        | 34                 | modifier les données · modifier les données |
| Cerniébaud                                         | 39085      | CC Champagnole Nozeroy Jura    | 10,53            | 90 (2022)                         | 8,5                | modifier les données · modifier les données |
| Les Chalesmes                                      | 39091      | CC Champagnole Nozeroy Jura    | 9,47             | 83 (2022)                         | 8,8                | modifier les données · modifier les données |
| Charcier                                           | 39107      | CC Terre d'Émeraude Communauté | 12,91            | 142 (2022)                        | 11                 | modifier les données · modifier les données |
| Charency                                           | 39108      | CC Champagnole Nozeroy Jura    | 2,73             | 56 (2022)                         | 21                 | modifier les données · modifier les données |
| Charézier                                          | 39109      | CC Terre d'Émeraude Communauté | 9,26             | 169 (2022)                        | 18                 | modifier les données · modifier les données |
| La Chaumusse                                       | 39126      | CC la Grandvallière            | 10,62            | 391 (2022)                        | 37                 | modifier les données · modifier les données |
| Chaux-des-Crotenay                                 | 39129      | CC Champagnole Nozeroy Jura    | 11,67            | 401 (2022)                        | 34                 | modifier les données · modifier les données |
| La Chaux-du-Dombief                                | 39131      | CC la Grandvallière            | 21,65            | 568 (2022)                        | 26                 | modifier les données · modifier les données |
| Chevrotaine                                        | 39143      | CC Terre d'Émeraude Communauté | 5,33             | 33 (2022)                         | 6,2                | modifier les données · modifier les données |
| Clairvaux-les-Lacs                                 | 39154      | CC Terre d'Émeraude Communauté | 12,29            | 1 428 (2022)                      | 116                | modifier les données · modifier les données |
| Cogna                                              | 39156      | CC Terre d'Émeraude Communauté | 6,60             | 235 (2022)                        | 36                 | modifier les données · modifier les données |
| Conte                                              | 39165      | CC Champagnole Nozeroy Jura    | 3,32             | 58 (2022)                         | 17                 | modifier les données · modifier les données |
| Crans                                              | 39178      | CC Champagnole Nozeroy Jura    | 9,03             | 86 (2022)                         | 9,5                | modifier les données · modifier les données |
| Cuvier                                             | 39187      | CC Champagnole Nozeroy Jura    | 10,32            | 274 (2022)                        | 27                 | modifier les données · modifier les données |
| Denezières                                         | 39192      | CC Terre d'Émeraude Communauté | 6,41             | 73 (2022)                         | 11                 | modifier les données · modifier les données |
| Doucier                                            | 39201      | CC Terre d'Émeraude Communauté | 12,52            | 281 (2022)                        | 22                 | modifier les données · modifier les données |
| Doye                                               | 39203      | CC Champagnole Nozeroy Jura    | 3,56             | 108 (2022)                        | 30                 | modifier les données · modifier les données |
| Entre-deux-Monts                                   | 39208      | CC Champagnole Nozeroy Jura    | 5,36             | 165 (2022)                        | 31                 | modifier les données · modifier les données |
| Esserval-Tartre                                    | 39214      | CC Champagnole Nozeroy Jura    | 12,19            | 132 (2022)                        | 11                 | modifier les données · modifier les données |
| La Favière                                         | 39221      | CC Champagnole Nozeroy Jura    | 2,78             | 32 (2022)                         | 12                 | modifier les données · modifier les données |
| Foncine-le-Bas                                     | 39227      | CC Champagnole Nozeroy Jura    | 9,29             | 203 (2022)                        | 22                 | modifier les données · modifier les données |
| Foncine-le-Haut                                    | 39228      | CC Champagnole Nozeroy Jura    | 28,95            | 1 107 (2022)                      | 38                 | modifier les données · modifier les données |
| Fontenu                                            | 39230      | CC Terre d'Émeraude Communauté | 6,71             | 73 (2022)                         | 11                 | modifier les données · modifier les données |
| Fort-du-Plasne                                     | 39232      | CC la Grandvallière            | 12,92            | 478 (2022)                        | 37                 | modifier les données · modifier les données |
| Fraroz                                             | 39237      | CC Champagnole Nozeroy Jura    | 6,22             | 59 (2022)                         | 9,5                | modifier les données · modifier les données |
| La Frasnée                                         | 39239      | CC Terre d'Émeraude Communauté | 3,19             | 40 (2022)                         | 13                 | modifier les données · modifier les données |
| Le Frasnois                                        | 39240      | CC Champagnole Nozeroy Jura    | 14,56            | 171 (2022)                        | 12                 | modifier les données · modifier les données |
| Gillois                                            | 39254      | CC Champagnole Nozeroy Jura    | 9,65             | 128 (2022)                        | 13                 | modifier les données · modifier les données |
| Grande-Rivière Château                             | 39258      | CC la Grandvallière            | 39,21            | 633 (2022)                        | 16                 | modifier les données · modifier les données |
| Hautecour                                          | 39265      | CC Terre d'Émeraude Communauté | 5,19             | 197 (2022)                        | 38                 | modifier les données · modifier les données |
| Lac-des-Rouges-Truites                             | 39271      | CC la Grandvallière            | 19,69            | 395 (2022)                        | 20                 | modifier les données · modifier les données |
| Largillay-Marsonnay                                | 39278      | CC Terre d'Émeraude Communauté | 6,98             | 131 (2022)                        | 19                 | modifier les données · modifier les données |
| La Latette                                         | 39282      | CC Champagnole Nozeroy Jura    | 5,89             | 77 (2022)                         | 13                 | modifier les données · modifier les données |
| Longcochon                                         | 39298      | CC Champagnole Nozeroy Jura    | 3,64             | 58 (2022)                         | 16                 | modifier les données · modifier les données |
| Marigny                                            | 39313      | CC Champagnole Nozeroy Jura    | 11,99            | 215 (2022)                        | 18                 | modifier les données · modifier les données |
| Menétrux-en-Joux                                   | 39322      | CC Terre d'Émeraude Communauté | 8,78             | 74 (2022)                         | 8,4                | modifier les données · modifier les données |
| Mesnois                                            | 39326      | CC Terre d'Émeraude Communauté | 11,47            | 168 (2022)                        | 15                 | modifier les données · modifier les données |
| Mièges                                             | 39329      | CC Champagnole Nozeroy Jura    | 7,68             | 165 (2022)                        | 21                 | modifier les données · modifier les données |
| Mignovillard                                       | 39331      | CC Champagnole Nozeroy Jura    | 53,82            | 882 (2022)                        | 16                 | modifier les données · modifier les données |
| Mournans-Charbonny                                 | 39372      | CC Champagnole Nozeroy Jura    | 5,06             | 82 (2022)                         | 16                 | modifier les données · modifier les données |
| Nozeroy                                            | 39391      | CC Champagnole Nozeroy Jura    | 3,74             | 396 (2022)                        | 106                | modifier les données · modifier les données |
| Onglières                                          | 39393      | CC Champagnole Nozeroy Jura    | 8,99             | 64 (2022)                         | 7,1                | modifier les données · modifier les données |
| Patornay                                           | 39408      | CC Terre d'Émeraude Communauté | 1,80             | 154 (2022)                        | 86                 | modifier les données · modifier les données |
| Les Planches-en-Montagne                           | 39424      | CC Champagnole Nozeroy Jura    | 13,48            | 156 (2022)                        | 12                 | modifier les données · modifier les données |
| Plénise                                            | 39427      | CC Champagnole Nozeroy Jura    | 5,43             | 63 (2022)                         | 12                 | modifier les données · modifier les données |
| Plénisette                                         | 39428      | CC Champagnole Nozeroy Jura    | 2,61             | 21 (2022)                         | 8,0                | modifier les données · modifier les données |
| Pont-de-Poitte                                     | 39435      | CC Terre d'Émeraude Communauté | 7,02             | 626 (2022)                        | 89                 | modifier les données · modifier les données |
| Rix                                                | 39461      | CC Champagnole Nozeroy Jura    | 5,17             | 77 (2022)                         | 15                 | modifier les données · modifier les données |
| Saffloz                                            | 39473      | CC Champagnole Nozeroy Jura    | 8,65             | 87 (2022)                         | 10                 | modifier les données · modifier les données |
| Saint-Maurice-Crillat                              | 39493      | CC Terre d'Émeraude Communauté | 20,79            | 242 (2022)                        | 12                 | modifier les données · modifier les données |
| Saint-Pierre                                       | 39494      | CC la Grandvallière            | 16,37            | 362 (2022)                        | 22                 | modifier les données · modifier les données |
| Saugeot                                            | 39505      | CC Terre d'Émeraude Communauté | 4,49             | 56 (2022)                         | 12                 | modifier les données · modifier les données |
| Songeson                                           | 39518      | CC Terre d'Émeraude Communauté | 8,42             | 72 (2022)                         | 8,6                | modifier les données · modifier les données |
| Soucia                                             | 39519      | CC Terre d'Émeraude Communauté | 12,37            | 174 (2022)                        | 14                 | modifier les données · modifier les données |
| Thoiria                                            | 39531      | CC Terre d'Émeraude Communauté | 12,24            | 183 (2022)                        | 15                 | modifier les données · modifier les données |
| Uxelles                                            | 39538      | CC Terre d'Émeraude Communauté | 5,27             | 65 (2022)                         | 12                 | modifier les données · modifier les données |
| Vertamboz                                          | 39556      | CC Terre d'Émeraude Communauté | 6,66             | 87 (2022)                         | 13                 | modifier les données · modifier les données |
| Canton de Saint-Laurent-en-Grandvaux               | 3915       |                                | 681,44           | 16 109 (2022)                     | 24                 | modifier les données                        |

## Démographie

### Démographie avant 2015
| 1962  | 1968  | 1975  | 1982  | 1990  | 1999  | 2006  | 2011  | 2012  |
| ----- | ----- | ----- | ----- | ----- | ----- | ----- | ----- | ----- |
| 4 473 | 4 596 | 4 515 | 4 733 | 5 082 | 5 397 | 5 550 | 5 728 | 5 781 |

### Démographie depuis 2015
En 2022, le canton comptait 16 109 habitants, en évolution de −2,78 % par rapport à 2016 (Jura : −0,81 %, France hors Mayotte : +2,11 %).
| 2013   | 2018   | 2022   |
| ------ | ------ | ------ |
| 16 407 | 16 605 | 16 109 |